# Buglossoporus heritierae
Buglossoporus heritierae är en svampart som beskrevs av Corner 1984. Buglossoporus heritierae ingår i släktet Buglossoporus och familjen Fomitopsidaceae.   Inga underarter finns listade i Catalogue of Life.